# Golf (Flórida)
Golf é uma aldeia localizada no estado americano da Flórida, no condado de Palm Beach. Foi incorporada em 1957.

## Geografia
De acordo com o United States Census Bureau, a aldeia tem uma área de 2,2 km², onde 2,1 km² estão cobertos por terra e 0,1 km² por água.

### Localidades na vizinhança
O diagrama seguinte representa as localidades num raio de 8 km ao redor de Golf.

## Demografia
Segundo o censo nacional de 2010, a sua população é de 252 habitantes e sua densidade populacional é de 117,23 hab/km². Possui 167 residências, que resulta em uma densidade de 77,7 residências/km².